# سعادة (عمالة مراكش)
سعادة أو السعادة هي قرية وجماعة قروية تقع في عمالة مراكش بجهة مراكش آسفي، المغرب، وبلغ عدد سكانها 67.086 نسمة حسب الإحصاء العام للسكان والسكنى لسنة 2014.